# Haploinsufficiëntie

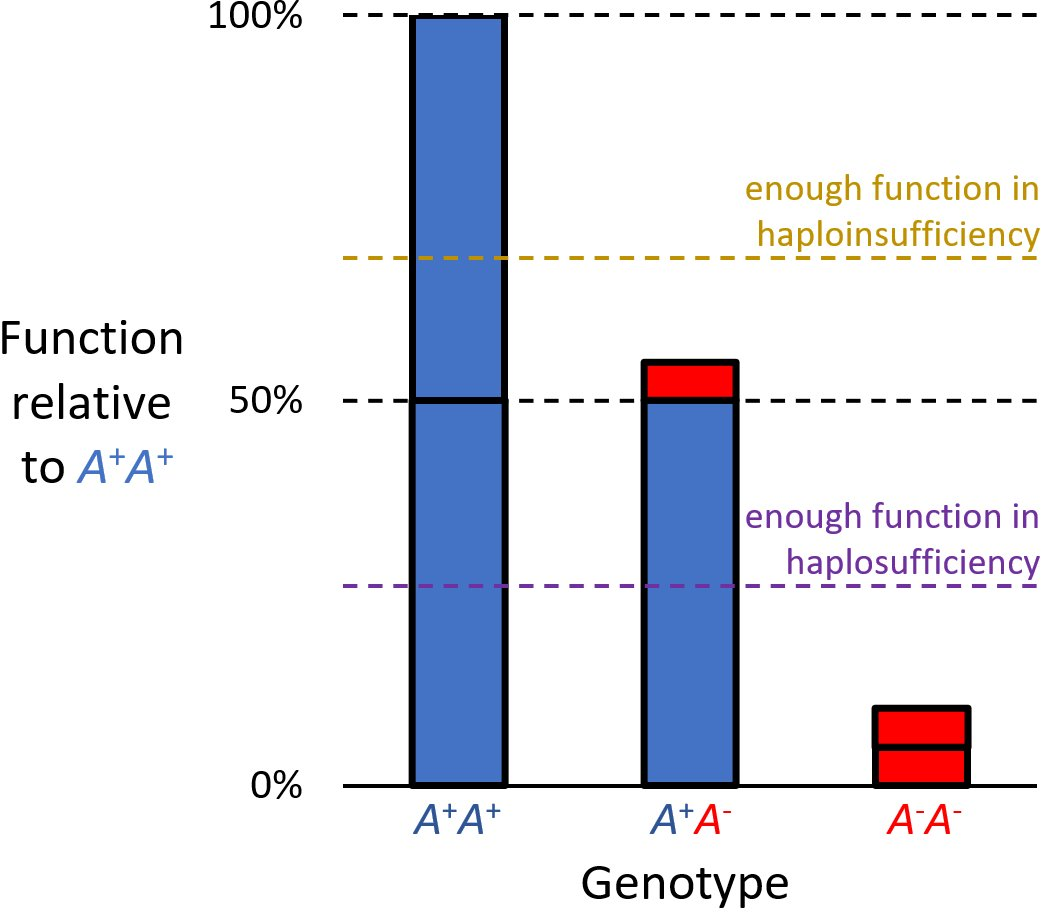
Haploinsufficiëntiemodel van dominante genetische aandoeningen. A^{+} is een normaal allel. A^{−} is een mutant allel met weinig of geen functie. Bij haplosufficiëntie (de meeste genen) biedt één normaal allel voldoende functie, dus A^{+}A^{−}-individuen zijn gezond. Bij haploinsufficiëntie biedt één normaal allel niet voldoende functie, dus A^{+}A^{−}-individuen hebben een genetische aandoening. A^{-}A^{−}-is niet levensvatbaar.

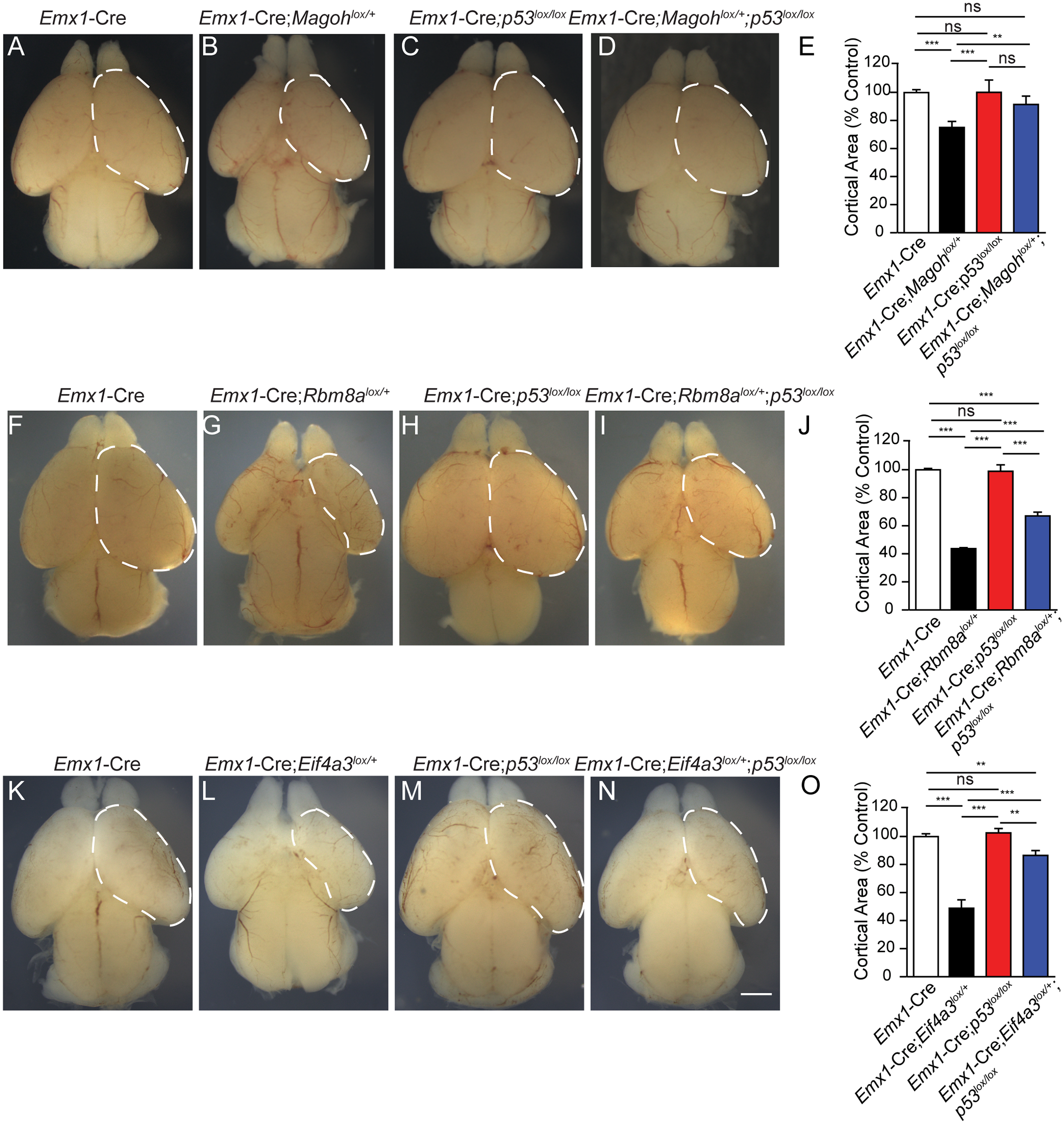
Microcephalie door p53 haploinsufficiëntie

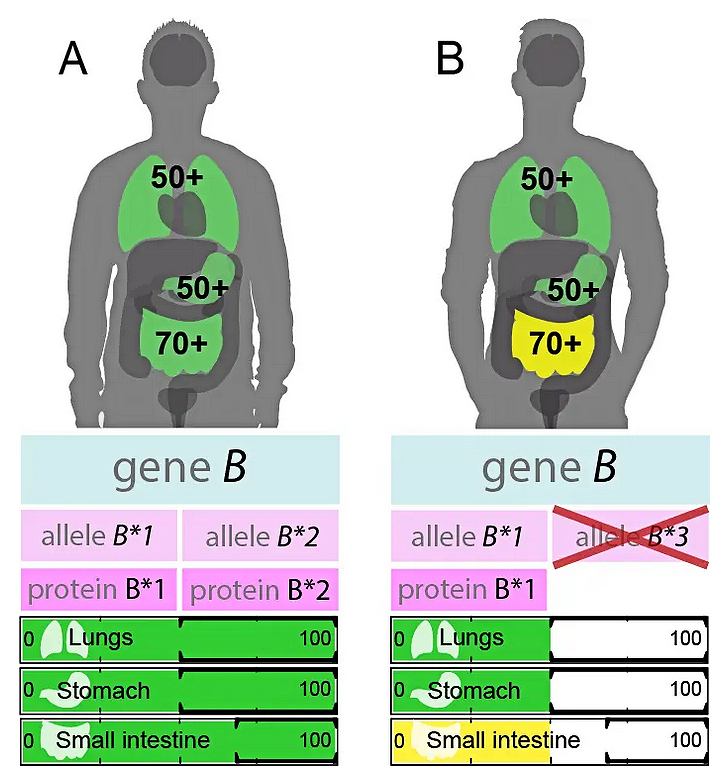
Gen B als voorbeeld van een haploinsufficiënt (HI) gen. Dit gen is actief in de longen, maag en dunne darm. (A) Een persoon met de allelen B*1 en B*2, die beide goed functioneren. Daarom overschrijdt de productie die wordt verkregen van deze allelen de minimale productie die nodig is voor normale functie in alle organen waar het actief is. (B) Een persoon met de allelen B*1 en B*3, waarbij B*3 niet actief is vanwege een mutatie. Als gevolg hiervan wordt de totale activiteit van het gen in deze persoon alleen geproduceerd door het gezonde allel. Omdat de minimale productie die nodig is voor het gen B 70 willekeurige eenheden in de dunne darm is, is de functie ervan onvoldoende in dit orgaan, wat een ziekte veroorzaakt.

Haploinsufficiëntie is een term uit genetica. Een diploïd organismen heeft twee kopieën van hetzelfde gen, op elk homoloog chromosoom een kopie. Als één kopie van het gen niet meer functioneert als gevolg van een erfelijke mutatie en de andere functionerende kopie van het gen niet voldoende van het genproduct (meestal een eiwit) produceert, treedt er een erfelijke ziekte op. Ook als het gen in heterozygote vorm voorkomt treedt de erfelijke ziekte op.
Haploinsufficiëntie is een voorbeeld van hoe de dominantie van een ziekteverwekkend allel tot stand komt.
Voor eiwitten die als oligomeren in het organisme voorkomen, kunnen missense- of nonsense-mutaties op een allel optreden en tot inactieve oligomeren leiden. De functionaliteit van de overige allelen wordt op deze manier sterk verminderd. Een voorbeeld is het tumorsuppressorgen p53, dat (naast het belang ervan voor veel tumoren) verband houdt met het syndroom van Li-Fraumeni.
Mutanten op één allel bevorderen ook dezelfde mutatie op het tweede allel door mitotische recombinatie of door kopie keuze tijdens DNA-replicatie. Naast spontane mutaties leiden deze varianten tot een verlies aan heterozygotie en kunnen ze leiden tot kanker. Voorbeelden hiervan zijn erfelijke, bilaterale retinoblastoom of familiaire adenomateuze polypose.
Bij recessieve erfelijke ziekten worden daarentegen alleen homozygoot recessieve gendragers ziek.
In het geval van haplosufficiëntie produceert het enkele standaardallel in het heterozygote genotype voldoende genproduct om hetzelfde, standaardfenotype te produceren als gezien in de homozygoot. Haplosufficiëntie is verantwoordelijk voor de typische dominantie van het "standaard"-allel over variantallelen, waarbij de fenotypische identiteit van heterozygote en homozygote genotypen voor het allel het definieert als dominant, versus een variantfenotype dat alleen wordt geproduceerd door het genotype dat homozygoot is voor het alternatieve allel, wat het definieert als recessief.

## Voorbeelden
De verandering van de dosering van een gen (dat wil zeggen het aantal kopieën van dat gen dat in het gehele genoom aanwezig is), die wordt veroorzaakt door het verlies van een functioneel allel, wordt ook wel allelische insufficiëntie genoemd. Een voorbeeld hiervan is zichtbaar bij het syndroom van Williams, dat zich manifesteert met een globale ontwikkelingsachterstand en wordt veroorzaakt door een haploinsufficiëntie van de genen van de 7q11.23-locus, op de lange arm van chromosoom 7. In dit geval is de deletie van ongeveer 1,6 miljoen nucleotidebasen leidt tot een afname van 28 kopieën van de genen die zich in dat genomische deel bevinden en die een fundamentele rol spelen in de ontwikkeling van taal- en cognitieve vermogens.
Een ander voorbeeld van haploinsufficiëntie betreft telomerase-reverse transcriptase, waarvan de heterozygotie met een ziekmakend allel vroegtijdige dyskeratosis congenita veroorzaakt: dit is een zeldzame ziekte die huidafwijkingen, beenmergfalen, longfibrose en een verhoogd risico op het ontwikkelen van neoplasie met zich meebrengt; de dosering van telomerase, in dit geval verlaagd door bepaalde mutaties die een allel aantasten, leidt tot een ontregeling van de proliferatie van weefsels.
Bepaalde mutaties in het PRPF31-gen veroorzaken haploinsufficiëntie die een autosomaal dominante vorm van retinitis pigmentosa veroorzaakt. In dit geval zijn er twee wildtype allelen: één met hoge expressie en één met lage expressie. Als het gemuteerde gen wordt geërfd met het allel met hoge expressie, is het fenotype van het individu normaal. Als de mutatie echter wordt geërfd met het allel met lage expressie, vallen de eiwitniveaus die door het gen worden geproduceerd onder het minimum dat voor een normaal fenotype nodig is en daarom is het individu ziek.
Een grote variatie in gendosering (dat wil zeggen het aantal kopieën van een gen binnen het genoom) wordt veroorzaakt door genomische herschikkingen, die gewoonlijk bestaan uit deleties of inserties en die optreden na een niet-allelische homologe recombinatiedynamiek. In het geval van het syndroom van Williams betreft de recombinatie het ELN-gen, dat codeert voor elastine; de resulterende hemizygotie van elastine is verantwoordelijk voor aortastenose, waardoor het voor bloed moeilijk wordt om van de linker hartkamer naar de aorta te stromen.

## Andere voorbeelden
Andere voorbeelden van erfelijke ziekten bij de mens die gebaseerd zijn op haploinsufficiëntie zijn:
- Dysostosis cleidocranialis
- Velocardiofaciaal syndroom
- Myelodysplasie
- Achondroplasie is het gevolg van een autosomale dominante mutatie in fibroblastgroeifactorreceptor 3 (FGFR3-gen) gelegen op chromosoom 4.[6]
- Ziekte van Huntington
- Syndroom van Lamb-Shaffer door SOX5-haploinsufficiëntie
- Syndroom van Marfan
- Polydactylie
- Haploinsufficiëntie van het gen PRR12 veroorzaakt anoftalmie naast andere afwijkingen.[7][8]
- Syndroom van Dravet
- CHARGE-syndroom: is het gevolg van heterozygote mutaties in het gen CHD7 (8q12.2) op chromosoom 8, dat codeert voor chromodomein helicase DNA-bindend proteïne.[9]
- Syndroom van Ehlers-Danlos
- Holoprosencefalie
- Syndroom van Holt-Oram wordt veroorzaakt door een mutatie in het TBX5-gen gelokaliseerd op de lange arm van chromosoom 12 (12q24.1).[10]
- Syndroom van Phelan-McDermid
- GLUT1-deficiëntie syndroom treedt op als een van de twee allelen van het SLC2A1-gen op chromosoom 1 is gemuteerd en er onvoldoende GLUT1-eiwit wordt geproduceerd. Het GLUT1-eiwit transporteert glucose over de bloed-hersenbarrière.[11]
- Syndroom van Alagylle
- Langer-Giedion syndroom
- Multipele osteochondromen